# Ghiacciaio Foreman
Il ghiacciaio Foreman è un ghiacciaio situato sulla costa nord-occidentale dell'isola Alessandro I, al largo della costa della Terra di Palmer, in Antartide. Il ghiacciaio, il cui punto più alto si trova a oltre 700 m s.l.m., fluisce verso sud-sudovest a partire dal versante meridionale dei monti Havre, scorrendo lungo il versante sudoccidentale del picco Dimitrova e quello occidentale del picco Breze, fino a unire il proprio flusso a quello del ghiacciaio Palestrina.

## Storia
Il ghiacciaio Foreman è stato oggetto di una ricognizione aerea effettuata nel 1975-76 dal  British Antarctic Survey (BAS) ed è stato così battezzato nel 1980 dal Comitato britannico per i toponimi antartici in onore di David Alexander Foreman, un meccanico aeronautico di stanza alla stazione di ricerca sull'isola Adelaide, nel periodo 1973-76.